# Rotacism
Rotacismul sau rotacizarea, termen format de la numele ῥῶ „ro” al literei ρ din alfabetul grec, este o schimbare fonetică ce constă în transformarea unei consoane în [r]. În diferite limbi, fenomenul poate afecta diferite consoane și este în principal diacronic, adică constituind o evoluție fonetică, sau sincronic, adică prezent în starea la un moment dat a unei limbi, dar tot de origine istorică, manifestându-se în flexiune.

## Rotacismul în evoluția limbilor
De exemplu, în evoluția de la limba latină arhaică la cea clasică a existat schimbarea lui [s] intervocalic în [z], apoi rotacizarea acestuia. Fenomenul este semnalat de către Titus Livius în numele propriu de persoană Furius, despre care menționează că se scrie și Fusius. În domeniul verbului, sufixul de infinitiv a fost -se, care a devenit -re: amare „a iubi”, legere „a citi”, audire „a auzi”.
În evoluția de la limba latină la unele limbi romanice au avut loc de asemenea rotacizări. În limbile romanice de est s-a produs rotacizarea lui [l] intervocalic, de exemplu în mola(m) > moară (română), moarã (aromână), moară (meglenoromână), morę (istroromână). Un fenomen analog este rotacizarea lui [z] intervocalic în evoluția de la limba proto-germanică la limbile germanice occidentale (cf. limba gotică maiza > engleza veche māra > engleza modernă more „mai mult”).
În unele limbi romanice deja formate au avut loc rotacizări în cursul evoluției lor ulterioare. În limba spaniolă, un exemplu este evoluția cuvântului hombre „om”. A pornit de la latinescul homine(m), din care mai întâi a căzut [i] și a rezultat *homne, apoi [n] s-a disimilat de [m], rotacizându-se (> *homre), deoarece vorbitorii nu puteau pronunța două consoane nazale învecinate, și, în fine, disimilarea a fost întărită de introducerea unui [b].
În unele limbi, rotacizarea a avut loc numai în anumite varietăți regionale, și eventual s-a păstrat. În limba română veche, de exemplu, este atestat rotacismul lui [n] intervocalic la sfârșitul secolului al XV-lea și începutul secolului al XVI-lea, în jumătatea de nord a Transilvaniei și în nordul Moldovei. Fenomenul este prezent în primele scrieri în română, așa-numitele texte rotacizante (Codicele Voronoțean, Psaltirea Voronețeană, Psaltirea Scheiană și Psaltirea Hurmuzaki): ex. bine > bire, pâne > pâre. În româna modernă, rotacizarea lui [n] se mai întâlnește numai ca fenomen regional, în unele sate din Munții Apuseni, de pildă Scărișoara (găiră „găină”, lură „lună”), și este caracteristic istroromânei: bire „bine”, spure „spune”.
Și în numeroase varietăți regionale din Italia (din Piemont, Lombardia, Liguria, Romagna, Calabria etc.) există rotacismul lui [l]. La Milano se poate auzi gora „gâtlej” în loc de gola în italiana standard, sau fiora „fiică” vs. figliola; la Lucca – mignoro vs. mignolo „degetul mic” sau pentora vs. pentola „oală”; la Sora (Lazio) – [tawǝra] vs. tavola „masă”; la Roma er vs. il (articolul hotărât masculin singular).

## Rotacismul în flexiune
În unele limbi, rotacismul este un fenomen sincronic, manifestându-se în flexiune. Este cazul, de exemplu, în latina clasică, al substantivelor de declinarea a treia, la care se păstrează desinența de nominativ singular arhaică [s], dar se rotacizează la celelalte forme cazuale: arbos „arbore”, genitiv arboris, genus – generis.
Acest gen de rotacism se manifestă și în engleză, în paradigma verbului be „a fi”: was „(eu) am fost, a fost” vs. were „ai fost, (noi) am fost, ați fost, au fost”.